# Conducto colédoco
El conducto biliar común (CBC) o colédoco es un conducto de la vía biliar originado de la fusión del conducto hepático común con el conducto cístico y que desemboca en la segunda porción del duodeno. Se llama así porque conduce (-doco) la bilis (cole-) al intestino.
El bloqueo del conducto biliar común y la ictericia relacionada se han documentado desde, al menos,  la época de Erasistrato.

## Embriología
El sistema biliar y el hígado se originan del intestino embrionario anterior. Inicialmente a la cuarta semana, surge un divertículo de la cara ventral del intestino interior (finalmente duodeno), craneal a la pared del saco vitelino y caudal a la dilatación, que formará más adelante el estómago. El desarrollo del hígado depende de una interacción entre la evaginación endodérmica del intestino anterior y células mesenquimatosas del tabique transverso. El divertículo hepático se separa inicialmente en una porción craneal y una caudal. La caudal da origen al conducto cístico y la vesícula biliar. La craneal, a los conductos hepáticos y conductos biliares hiliares. A medida que el divertículo craneal se extiende hasta el mesénquima del tabique transverso, fomenta la formación del endotelio y de las células sanguíneas a partir de las células mesenquimatosas. Las células endodérmicas se diferencian en cordones de células hepáticas y también forman el revestimiento epitelial de los conductos biliares intrahepáticos.
Las células ductales siguen el desarrollo de los tejidos conjuntivos alrededor de las ramas de la vena porta. Este desarrollo explica la semejanza en el patrón de ramificación de la vena porta y de los conductos biliares extrahepáticos. El sistema biliar extrahepático es obstruido al principio por células epiteliales, pero se canaliza posteriormente cuando estas células se degeneran. El tallo que comunica los conductos hepático y cístico con el duodeno se diferencia con el conducto biliar común o colédoco. Al principio, el conducto se inserta en la cara ventral del duodeno y, cuando este último rota en una fase posterior del desarrollo, el conducto colédoco se recoloca en la cara dorsal de la pared duodenal.

## Anatomía
La bilis se sintetiza en el hígado, que es la más voluminosa de las vísceras y una de las más importantes por su actividad metabólica. En el órgano glandular es llevada por los conductos hepáticos derecho e izquierdo, los cuales convergen y forman el conducto hepático común. En este conducto, la bilis puede ser dirigida a la vesícula biliar para su almacenamiento o bien puede entrar en la porción superior del conducto biliar común y continuar hasta drenar en el duodeno.
En la porción distal del colédoco, antes de unirse al duodeno, se fusiona con el conducto pancreático principal del páncreas. Desde ese punto de unión, el conducto biliar ahora llamado hepatopancreático, se vuelve muy corto, antes de desembocar el conducto hepatopancreático en el duodeno, se forma el ámpula hepatopancreática o ampolla de Vater, envueltos solo por un esfínter muscular, el esfínter de Oddi o esfínter hepatopancreático.
El tamaño del colédoco en promedio es 4,88 mm (intervalo entre 2,6-7 mm), en pacientes con VB el tamaño promedio del colédoco es de 4,16 mm (intervalo entre 2,6-6 mm), en el subgrupo de mujeres con vesícula intacta el CBC el promedio es de 3,9 mm (intervalo entre 2,6-5 mm) y en hombres con vesícula intacta el CBC es de 4,42 mm (intervalo entre 3-6 mm), en el grupo de pacientes colecistectomizados el tamaño promedio del colédoco es de 4,88 mm (intervalo entre 3-7 mm), en el grupo de mujeres colecistectomizadas el promedio es de 4,84 mm (intervalo entre 4,6-7 mm) y en hombres colecistectomizados el promedio es de 4,92 mm (intervalo entre 3-7 mm).

## Patologías
Un dolor abdominal intermitente en el cuadrante superior derecho, justo debajo del reborde costal puede ser causado por cálculos biliares incrustados en el conducto biliar común. Los cálculos de la vesícula son llamados colelitiasis, y los cálculos del colédoco o incrustados en él son llamados coledocolitiasis. 
La inflamación del conducto biliar se denomina colangitis y puede causar estenosis y obstrucción de este conducto, obligando a la bilis a retroceder hacia el hígado causando ictericia. Dicho taponamiento puede causar pancreatitis. Ciertos tumores del páncreas pueden migrar al conducto biliar común o, en raros casos, iniciarse en él.
Un diámetro de más de 8 mm se considera dilatación anormal y es un signo de colestasis.
| Normal                           | ≤ 8 mm   |
| Dilatación leve                  | 8-12 mm  |
| Dilatación moderada              | 12-16 mm |
| Dilatación severa                | 16-20 mm |
| Dilatación extremadamente severa | > 20 mm  |

Los quistes de colédoco son dilataciones congénitas raras en cualquier segmento del árbol biliar, con una incidencia de aproximadamente 1:100 000 a 1:150 000 nacidos vivos, siendo más frecuente en países asiáticos, con mayor frecuencia en el sexo femenino (4:1); el 80 % de los casos se diagnostican en la infancia y el 20 % en adultos en los cuales suele estar asociado a otra patología biliar.

### Diagnóstico y tratamiento
Además del dolor agudo de abdomen, las patologías del conducto biliar común se presentan como un cuadro que se caracteriza por el síndrome colestásico, del que es normal la ictericia, el prurito generalizado, intolerancia a las comidas grasas y esteatorrea, flatulencia, distensión abdominal, náuseas, vómitos, etc. Ciertos exámenes de sangre (amilasa, lipasa) y de laboratorio así como la colangiografía, ecografía abdominal y tomográficas resuelven el diagnóstico.
El tratamiento es casi siempre quirúrgico por medio de una operación llamada colecistectomía. Uno de los enfoques estudiados para la restauración del conducto biliar es la creación de un conducto biliar por medio de ingeniería tisular. En este enfoque, se estudian varias células, factores de crecimiento y materiales biocompatibles, que deben tener propiedades mecánicas fisiológicamente relevantes y tasas de biodegradación para garantizar la formación de nuevo tejido de conducto biliar nativo.